# 박소빈
박소빈(1983년 3월 30일 ~ )은 대한민국의 가수다. 2008년 알렌에스 미니 앨범 [Museum Of Allen. S]로 데뷔했다.

## 방송
- 수상한 가수 (2017)
- 싱어게인3 (2023) - Top77